# بالاکشیدن آب بینی
بالاکشیدن آب بینی عبارت است از بالا کشیدن مخاط بینی با دم شدید که معمولاً به‌منظور رفع گرفتگی بینی یا آبریزش بینی انجام می‌شود. این عمل در واقع عکس فین‌کردن است.این عمل میتواند برای دستگاه تنفسی و جهاز فوقانی گوارش یعنی مری ، معده و اثنی عشر بسیار خطرناک باشد و باعث انتقال ویروس به این دستگاه ها میشود ، ویروسی که در مخاط و آب بینی وجود دارد در معده و یا در ریه براحتی سلولهای بدن را تحت تاثیر قرار داده و باعث بروز بیماریهای سختی میشوند. هرچند این عمل منجر به جلوگیری از انتشار ویروس و انتقال بیماری به محیط و سایر افراد میشود اما شدیداً توصیه میشود که از انجام آن خودداری شود، برای تخلیه ی محتوی بینی و بازکردن راه تنفسی میتوان از دستمال های بهداشتی و یکبارمصرف استفاده کرد. آنچه مسَلَّم است این است که در تحقیقات و بررسی های پزشکی و بالینی اثبات شده است که بالا کشیدن آب بینی و نیز فین کردن هرکدام میتوانند به نحوی موجب بروز مشکل برای فرد بشوند باید حتی الامکان از انجام آن خودداری کرد. 